# Comité Chileno de Ayuda a los Refugiados Españoles
El Comité Chileno de Ayuda a los Refugiados Españoles fue una agrupación chilena creada en 1939 para apoyar el traslado y albergue de los refugiados españoles en Chile tras el fin de la guerra civil en ese país.
Fue constituido bajo el auspicio y patrocinio del Comité Nacional del Frente Popular tan pronto se dio el carácter de oficial a la misión consular encabezada por Pablo Neruda. Con asiento en Santiago, este comité emprendió una enérgica campaña de propaganda a favor de la decisión gubernamental de apoyar la inmigración de los excombatientes del bando republicano español.
Como Secretario General fue designado el Dr. José M. Calvo, que estuvo a la cabeza de un selecto equipo de trabajo integrado por el diputado radical Julio Barrenechea, el senador Marmaduque Grove, Salvador Ocampo (dirigente de la Central de Trabajadores de Chile) e Ismael Valdés Alfonso, entre otros.